# Rosthakad fnittertrast
Rosthakad fnittertrast (Ianthocincla rufogularis) är en asiatisk fågel i familjen fnittertrastar inom ordningen tättingar.

## Kännetecken

### Utseende
Rosthakad fnittertrast är en rätt stor (23-25,5 cm) och distinkt fnittertrast med mörkt ansikte. Ovansidan är olivbrun med svart fjällning, undersidan gråvit med svarta fläckar. Den har svarta vingband och ett svart band på den olivfärgade stjärten. På huvudet syns svart hjässa, rostbrun haka och ett brett svart mustaschstreck.

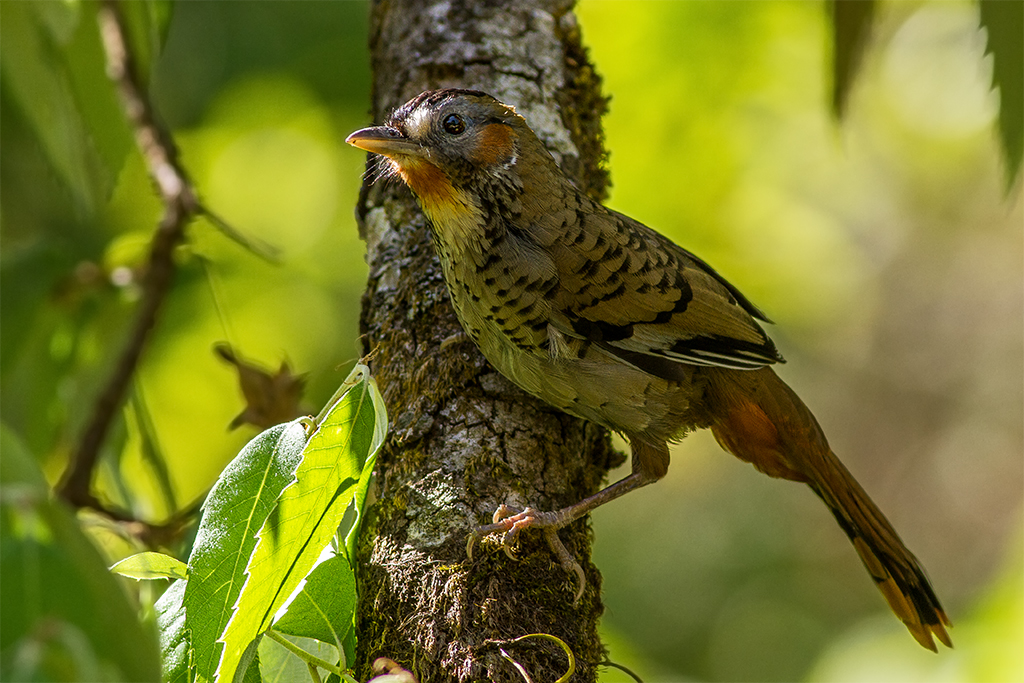
Rosthakad fnittertrast i Uttarakhand, Indien.

### Läten
Sången är en ljudlig, klar och lite hurtig ramsa som upprepas: "whi-whi-whu-whi". Varningslätet består av låga och hårda toner som bildar en skallrande serie.

## Utbredning och systematik
Rosthakad fnittertrast delas in i sex underarter med följande utbredning:
- Ianthocincla rufogularis occidentalis – nordöstra Pakistan (Murree Hills) österut genom Himalaya till västra Nepal
- Ianthocincla rufogularis rufogularis – Himalaya från Nepal till Bhutan och norra Assam
- Ianthocincla rufogularis assamensis – nordöstra Assam
- Ianthocincla rufogularis rufitincta – Assam söder om Brahmaputra (Khasi Hills)
- Ianthocincla rufogularis rufiberbis – norra Myanmar
- Ianthocincla rufogularis intensior – norra Vietnam (Tonkin)

### Släktestillhörighet
Rosthakad fnittertrast placeras traditionellt i det stora fnittertrastsläktet Garrulax, men tongivande Clements et al lyfter ut den och ett antal andra arter till släktet Ianthocincla efter DNA-studier. Senare studier bekräftar att Garrulax består av flera, äldre klader, varför denna linje följs här.

## Levnadssätt
Rosthakad fnittertrast återfinns i tät undervegetation i städsegrön skog. Den ses i par eller i små familjegrupper, ofta på eller nära marken, på jakt efter insekter som getingar, men även bär och frön. Fågeln häckar mellan april och september i Indien och Bhutan. Boet är en rätt djup skål som placeras i en buske eller ett träd mellan 0,6 och sex meter ovan mark. Den lägger flera kullar per år med två till fyra vita ägg i varje. Arten är stannfågel.

## Status och hot
Arten har ett stort utbredningsområde och en stor population, men tros minska i antal på grund av habitatförstörelse och fragmentering, dock inte tillräckligt kraftigt för att den ska betraktas som hotad. Internationella naturvårdsunionen IUCN kategoriserar därför arten som livskraftig (LC). Världspopulationen har inte uppskattats men den beskrivs som generellt ovanlig, dock lokalt frekvent förekommande i Nepal och sällsynt i delar av Indien.